# 재배열 부등식
수학에서 재배열 부등식(Rearrangement inequality)은 다음을 의미한다.
모든 실수
{\displaystyle x_{1}\leq \cdots \leq x_{n}\quad {\text{and}}\quad y_{1}\leq \cdots \leq y_{n}}
와 그 치환
{\displaystyle x_{\sigma (1)},\dots ,x_{\sigma (n)}}
에 대해 다음이 성립한다.
{\displaystyle x_{n}y_{1}+\cdots +x_{1}y_{n}\leq x_{\sigma (1)}y_{1}+\cdots +x_{\sigma (n)}y_{n}\leq x_{1}y_{1}+\cdots +x_{n}y_{n}}